# Basic Soul
Basic Soul, de son vrai nom Souleymane Ouédraogo est un rappeur burkinabè né en 1971 en Côte d'Ivoire. Il est considéré comme l'un des précurseurs du mouvement hip hop au Burkina Faso.

## Biographie

### Études, enfance et débuts
Basic soul naît en 1971 à Agnéby en Côte d'Ivoire où il fait une bonne partie de ses études. Après l'obtention de son baccalauréat  au Lycée technique d'Abidjan, il rentre au Burkina Faso pour poursuivre ses études à l'Université de Ouagadougou. Sa passion pour la musique, cultivée depuis l'enfance, l'emporte rapidement sur ses autres occupations. Il commence alors à écrire et à composer, façonnant un style qui allie narration et engagement social. Il s'inspire des rappeurs tels que MC Solar et Doc Gyneco.

## Carrière
Les débuts de Basic Soul dans le monde du rap se déroulent sur les ondes de la radio «Abga» (aujourd'hui Savane FM), où il participait aux émissions hebdomadaires animées par «Mister P» entre 1995 et 1997 ,. C'est en 1997 qu'il fait son entrée dans l'industrie musicale avec la sortie de son premier album intitulé "Arrêt sur image", produit par "Promaco". Cet album, considéré comme le premier du genre rap à être publié au Burkina Faso, marque le début de sa carrière artistique.Il y  aborde des thèmes sociaux tels que la sensibilisation au VIH/SIDA et la lutte contre la stigmatisation des personnes infectées, ce qui lui vaut une reconnaissance nationale . En plus du rap, il est également directeur artistique.

## Discographie

### Albums
- 1997: Arrêt sur image
- 2000: Indépendant
- 2003: Beodaaré
- 2005: Barka
- 2007: 2015
- 2012: Burkina 2.0
- 2017: Illusions
- 2021: Tout va bien[1]

### Singles
- 2023: Boumbayé[8]

## Engagement
Ouédraogo Souleymane est un militant de la société civile et membre du Balai citoyen. En 2014 il participe aux mouvements de protestation contre la modification de l'article 37 de la constitution. Ces manifestations ont conduit à une insurrection populaire et au départ du président Blaise Compaoré.